# Delma nasuta
Delma nasuta är en ödleart som beskrevs av  Arnold Girard Kluge 1974. Delma nasuta ingår i släktet Delma och familjen fenfotingar. Inga underarter finns listade i Catalogue of Life.
Arten förekommer i Australien men den saknas i de sydöstra delarna samt på Tasmanien. Delma nasuta saknar extremiteter. Honor lägger ägg. Exemplaren lever i områden med gräs av släktet Triodia och i öknar. De gömmer sig i buskar. Födan utgörs främst av insekter.
För beståndet är inga hot kända. Hela populationen anses vara stabil. IUCN listar arten som livskraftig (LC).